# Coppa CEV 2009-2010 (femminile)
La Coppa CEV di pallavolo femminile 2009-2010 è stata la 30ª edizione del secondo torneo pallavolistico europeo per club; iniziata a partire dal 1º dicembre 2009, si è conclusa con la final-four di Baku, in Azerbaigian, il 21 marzo 2010. Alla competizione hanno partecipato 32 squadre e la vittoria finale è andata per la prima volta alla Futura Volley Busto Arsizio.

## Squadre partecipanti
| - Türk Telekom - Panathīnaïkos - Azərreyl - Rabitə Baku - Stella Rossa - Dinamo Bucarest - Busto Arsizio - Dauphines Charleroi | - Tomis Constanța - Uraločka - VDK Gent - Klagenfurt - Eczacıbaşı - Istres - Le Cannet - AEL Limassol | - Madeira - Branik - Ciutadella - Dinamo Pančevo - PTPS - Ribeirense - Severodončanka - Kanti | - Schwechat Post - Schweriner - Sliedrecht - Split - Velika Gorica - Weert - Gwardia Wrocław - Voléro Zurigo |

Türk Telekom Gençlik ve Spor Kulübü ritirato a causa dello scioglimento del club.

## Sedicesimi di finale

### Squadre qualificate
| - Azərreyl - Rabitə Baku - Stella Rossa - Dinamo Bucarest - Busto Arsizio - Dauphines Charleroi - Tomis Constanța - Uraločka | - VDK Gent - Klagenfurt (12:15)* - Eczacıbaşı - Le Cannet - Ciutadella - Schweriner - Dinamo Pančevo - PTPS |

* Qualificata tramite golden-set

## Ottavi di finale

### Squadre qualificate
- Rabitə Baku
- Stella Rossa
- Busto Arsizio
- Tomis Constanța
- Uraločka
- Eczacıbaşı
- Schweriner
- Dinamo Pančevo

## Quarti di finale

### Squadre qualificate
- Rabitə Baku
- Stella Rossa
- Busto Arsizio
- Uraločka

## Final-four
La final-four si è disputata a Baku ( Azerbaigian) e gli incontri si sono svolti allo Sports Games Palace. Le semifinali si sono disputate sabato 20 marzo, mentre la finale 3º/4º posto e la finalissima si sono giocate domenica 21 marzo.

### Finali 1º e 3º posto
|  | Semifinali    | Semifinali    | Semifinali   |              |               | Finale             | Finale             | Finale             |  |
|  |               |               |              |              |               |                    |                    |                    |  |
|  | Rabitə Baku   | Rabitə Baku   | 2            |              |               |                    |                    |                    |  |
|  | Rabitə Baku   | Rabitə Baku   | 2            |              |               |                    |                    |                    |  |
|  | Busto Arsizio | Busto Arsizio | 3            |              |               |                    |                    |                    |  |
|  | Busto Arsizio | Busto Arsizio | 3            |              | Busto Arsizio | Busto Arsizio      | 3                  |                    |  |
|  |               |               |              |              | Busto Arsizio | Busto Arsizio      | 3                  |                    |  |
|  |               |               | Stella Rossa | Stella Rossa | 1             |                    |                    |                    |  |
|  | Uraločka      | Uraločka      | Stella Rossa | Stella Rossa | 1             | 2                  |                    |                    |  |
|  | Uraločka      | Uraločka      |              |              |               | 2                  |                    |                    |  |
|  | Stella Rossa  | Stella Rossa  | 3            |              |               | Finale 3º/4º posto | Finale 3º/4º posto | Finale 3º/4º posto |  |
|  | Stella Rossa  | Stella Rossa  | 3            |              |               |                    |                    |                    |  |
|  |               |               |              |              |               |                    |                    |                    |  |
|  |               |               |              |              |               | Rabitə Baku        | Rabitə Baku        | 3                  |  |
|  |               |               |              |              |               | Rabitə Baku        | Rabitə Baku        | 3                  |  |
|  |               |               |              |              |               | Uraločka           | Uraločka           | 1                  |  |